# Abelardo Gamarra
Abelardo Manuel Gamarra Rondó, apodado el Tunante (Sarín, Huamachuco, 31 de agosto de 1852-Lima, 9 de julio de 1924), fue un escritor, dramaturgo, periodista, político y compositor peruano.
Fue llamado «el escritor del pueblo» por Ciro Alegría, y «el escritor que con más pureza traduce y expresa a las provincias» por Mariátegui.
El 8 de marzo de 1879 bautizó al baile nacional peruano como «marinera». También es autor de la marinera La concheperla.

## Biografía
Hijo de Manuel Guillermo Gamarra y de Jacoba Rondó, inició sus estudios en el Colegio de San Nicolás, de su ciudad natal y luego se trasladó a Lima, donde cursó la educación secundaria en el Colegio Nacional Nuestra Señora de Guadalupe entre 1866 y 1870. Posteriormente, estudió en la Facultad de Letras y Ciencias de la Universidad Nacional Mayor de San Marcos; pero es posible que en esta casa de estudios no rindiera una sola prueba y con ánimo de seguir derecho, se orientó hacia la primera.
Favorecido entonces por alguna notoriedad por algunos artículos aparecidos en El Correo del Perú, fue incorporado a la redacción de El Nacional en 1875 y, desde ese momento, se consagró al periodismo, haciendo populares los seudónimos Último Harabicu y el afamado epíteto de el Tunante, que empleó en creaciones literarias y en artículos satíricos y de costumbres, respectivamente.
Durante la Guerra del Pacífico, ayudó en la defensa del Callao contra el bloqueo de la escuadra chilena en 1880. Luego concurrió a la batalla de San Juan el 13 de enero y a la batalla de Miraflores el 15 de enero de 1881 y participó de la campaña de resistencia organizada por los pueblos andinos del centro y norte del Perú entre 1881 y 1883.
Elegido diputado por la provincia de Huamachuco, participó de los debates del congreso reunido en Arequipa del 28 de abril al 20 de junio de 1883; y en esta ciudad empezó a editar La Integridad, para hacer campaña contra toda cesión territorial. Luego retornó a Lima y, desde El Nacional, censuró ácremente al gobierno del presidente Miguel Iglesias, por los términos del Tratado de Ancón. Fue desterrado a Ecuador, pero desembarcó en el puerto peruano de Salaverry y secundó la acción revolucionaria del general Andrés A. Cáceres.
Nuevamente fue elegido diputado suplente de su ciudad natal en 1886, estando entre la minoría que hizo oposición al contrato Grace firmado entre el Estado y los tenedores de bonos de la deuda externa, y reanudó la edición de La Integridad que durante tres décadas hizo eco de la prédica radical de Manuel González Prada. Fue reelecto en 1889, en 1892 y en 1913.
Alcanzó a cumplir medio siglo de activa militancia en el periodismo local y su obra es por ello fragmentaria. Fue miembro de la masonería peruana.

## Obras
- El Tunante en camisa de once varas (1876).
- Detrás de la cruz del diablo (1877).
- Escenas del carnaval de Lima (1879).
- El novenario del Tunante (1885).
- Ya vienen los chilenos (1886).
- Rasgos de pluma (1899).
- La herejía (1902).
- Algo del Perú y de muchos pelagatos (1905).
- Lima (1907).
- Cien años de vida perdularia (1921).
- Manco Capac (1923).